# چیار یاکی (کوزکو)
چیار یاکی (به اسپانیایی: Ch'iyar Jaqhi) یک کوه در پرو است. چیار یاکی ۴٬۶۵۴ متر بالاتر از سطح دریا واقع شده‌است.